# Vasile Burlă
Vasile Burlă (n. 9 februarie 1840, Opăițeni, Bucovina – d. 9 ianuarie 1905, Iași) a fost un filolog român.

## Biografie
A urmat școala primară la Storojineț, gimnaziul la Cernăuți și liceul la Beiuș, unde a obținut și bacalaureatul. Studiile universitare le-a făcut în Austria, la Viena și Graz, unde și-a luat licența în filologie greacă și latină.
În 1872, s-a căsătorit cu poeta Matilda Cugler, dar au divorțat după scurt timp.
În 1873 a venit la Iași unde a fost numit profesor de limba greacă și latină la Liceul Național, unde a devenit, peste ani, director.
Între 1880 și 1890 a fost profesor la Institutul liceal de domnișoare Humpel, iar din 1898 la 1901 profesor de latină și greacă la Liceul Internat. Timp de un an, în 1875-1876, a funcționat ca profesor suplinitor la Universitatea din Iași.
În 1889, Vasile Burlă s-a numărat printre fondatorii Societății Științifice din Iași, alături de Grigore Cobălcescu, Alexandru D. Xenopol, Constantin Meissner, Alexandru Grigore Suțu.
În 1901 Vasile Burlă s-a pensionat și după nici cinci ani, a decedat la 9 ianuarie 1905 și a fost înmormântat în cimitirul Eternitatea din Iași.
Informații despre Vasile Burlă (cu detalii succinte asupra asupra activității acestuia, accentul fiind pus pe studiile filologice scrise de Burlă și publicate în 1875), se regăsesc într-un manuscris al lui Iacob Negruzzi, păstrat la Memorialul Ipotești - Centrul Național de Studii "Mihai Eminescu" din Ipotești, județul Botoșani.

## Activitatea profesională
Vasile Burlă a fost unul dintre cei mai erudiți profesori pe care i-a avut Colegiul Național din Iași, unii din elevii săi, precum Nicolae Iorga și Mihail Sadoveanu au devenit personalități marcante ale culturii române.

## Activitatea literară
Din anul 1870, Vasile Burlă a devenit membru al Societății literare Junimea și a colaborat la revista Convorbiri literare.
Vasile Burlă a făcut parte din cercul junimiștilor foarte apreciați pentru erudiția sa. În studiul său despre indianiștii români, V. Bănățeanu îl definea pe Burlă nu doar ca un latinist renumit sau foarte bun cunoscător al limbii grecești, ci și „un strălucit cunoscător al limbii sanskrite”. Articolele sale despre filosofia orientală se regăsesc publicate în Convorbiri literare.
În Istoria ideilor mele, Alexandru Dimitrie Xenopol își amintește de o „luptă strașnică” între trei filologi de seamă, Vasile Burlă, Bogdan Petriceicu Hasdeu și Alexandru Cihac, cu privire la la etimologia cuvântului rață, eveniment ridiculizat de el într-o poemă eroi-comică, cu titlul Rața lui Burlă.
„Mi-au rămas dela domnul Burlă povești mitologice și etimologii românești. Dela Burlă am văzut explicată pe tabelă faimoasa etimologie a raței și acea mai puțin cunoscută a aței. Să cunoașteți deci și domniile voastre cum am cunoscut și eu că vorba rață vine dela latinescul anas-anatis, acuzativ anatem. Din anatem prin rotacizare aratem. A dela început e un sprijin efemer care dispare. Adăogind și celelalte legi filologice, ajungem la rață. De asemeni, după aceleași legi și rânduieli ață vine dela ac, trecând prin akia, atia și ajungând unde se vede. ”— Mihail Sadoveanu 
În vara anului 1885, prietenii din Iași ai lui Mihai Eminescu, mai ales profesorii Vasile Burlă și Petre Novleanu, dr. De Max, Ion Creangă, dar și mulți alti admiratori, au adunat banii necesari urmării unui tratament în Crimeea, la clinica dr. F. Jahimowicz, din stațiunea de băi de la Andrejewski – Liman.

## Scrieri
- Studii filologice (1880), volum în care a adunat articolele cu caracter lingvistic.

Vasile Burlă a fost un valoros autor de manuale didactice, între care:
- Gramatica limbei grecești clasice,
- Carte de exerciții latine,
- Gramatica limbei grecești, ș.a.